# Croton urucurana
Croton urucurana är en törelväxtart som beskrevs av Henri Ernest Baillon. Croton urucurana ingår i släktet Croton och familjen törelväxter. Inga underarter finns listade i Catalogue of Life.

## Bildgalleri

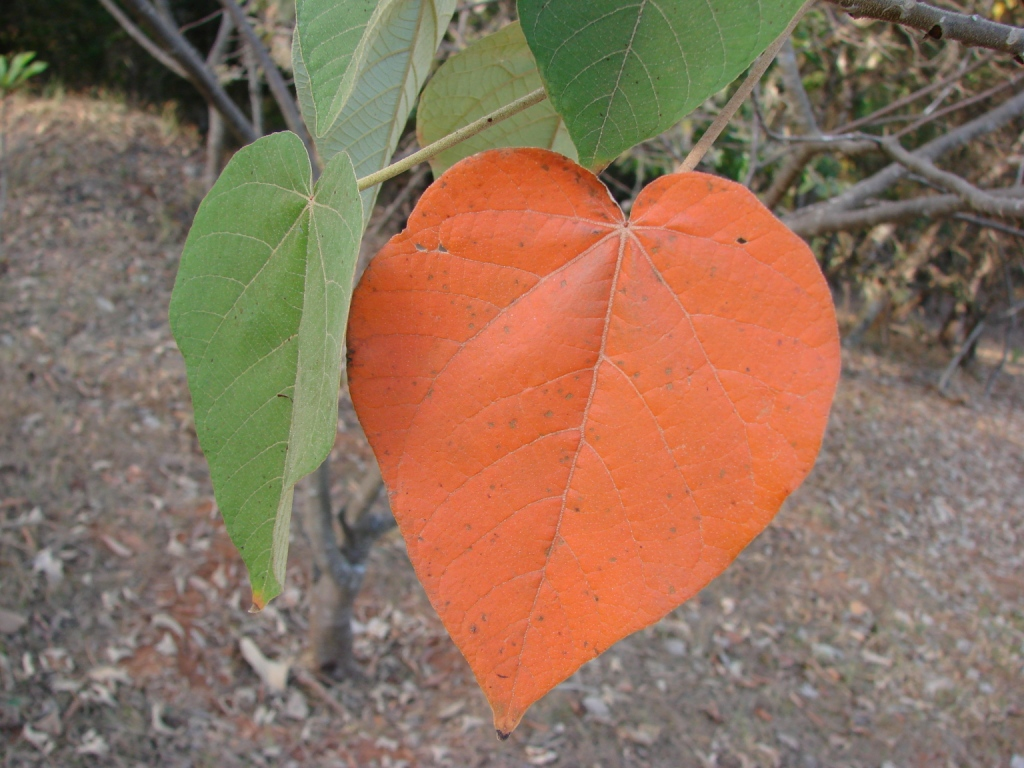
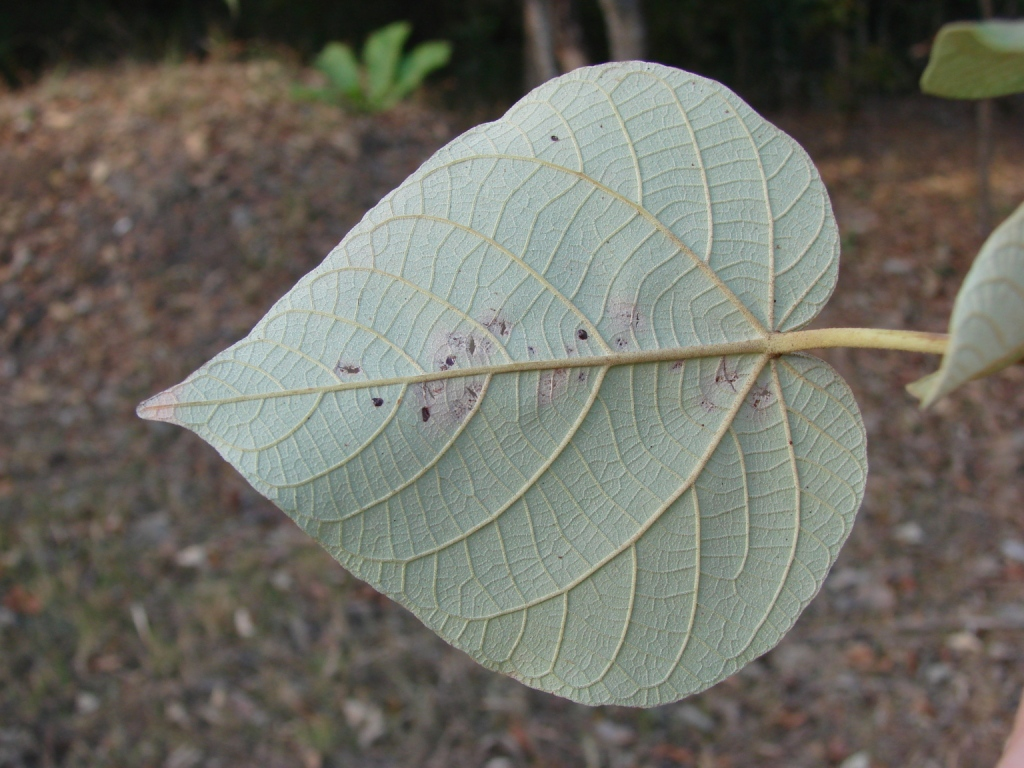
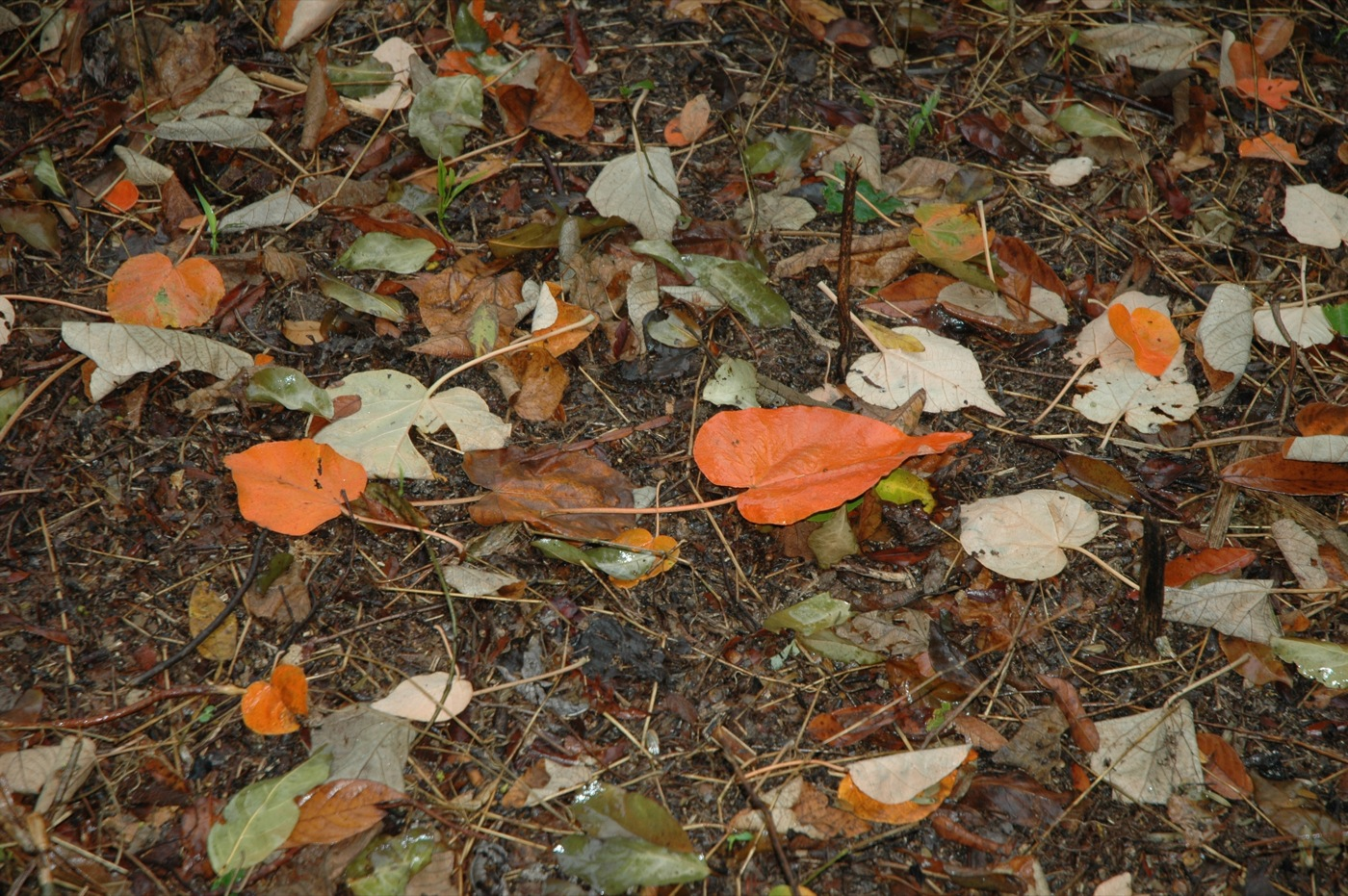